# イングヴェイ・マルムスティーン・コレクション
『イングヴェイ・マルムスティーン・コレクション』（The Yngwie Malmsteen Collection）は、1991年に発表されたイングヴェイ・マルムスティーンのベスト・アルバム。

## 概要
ポリドール在籍時に発表したソロ・デビュー・アルバム「ライジング・フォース」から「エクリプス」までの6枚のアルバムからセレクトされた自身初のベストアルバムである。

## 収録曲
| #         | タイトル | 作詞                                                     | 作曲                           | オリジナル・アルバム         | 時間  |
| --------- | --- | -------------------------------------------------------- | ------------------------------ | ---------------------------- | ----- |
| 1.        | 「ブラック・スター」(Black Star)                                                                               | (Instrumental)                                           | イングヴェイ・マルムスティーン | ライジング・フォース         | 4:50  |
| 2.        | 「ファー・ビヨンド・ザ・サン」(Far Beyond the Sun)                                                             | (Instrumental)                                           | イングヴェイ・マルムスティーン | ライジング・フォース         | 5:49  |
| 3.        | 「アイル・シー・ザ・ライト・トゥナイト」(I'll See the Light Tonight)                                           | イングヴェイ・マルムスティーン、ジェフ・スコット・ソート | イングヴェイ・マルムスティーン | マーチング・アウト           | 4:24  |
| 4.        | 「ユー・ドント・リメンバー」(You Don't Remember, I'll Never Forget)                                            | イングヴェイ・マルムスティーン                           | イングヴェイ・マルムスティーン | トリロジー                   | 4:29  |
| 5.        | 「ライアー」(Liar)                                                                                             | イングヴェイ・マルムスティーン                           | イングヴェイ・マルムスティーン | トリロジー                   | 4:07  |
| 6.        | 「クィーン・イン・ラヴ」(Queen in Love)                                                                        | イングヴェイ・マルムスティーン                           | イングヴェイ・マルムスティーン | トリロジー                   | 4:01  |
| 7.        | 「ホールド・オン」(Hold On)                                                                                    | イングヴェイ・マルムスティーン、ジョー・リン・ターナー   | イングヴェイ・マルムスティーン | オデッセイ                   | 5:11  |
| 8.        | 「ヘヴン・トゥナイト」(Heaven Tonight)                                                                         | イングヴェイ・マルムスティーン、ジョー・リン・ターナー   | イングヴェイ・マルムスティーン | オデッセイ                   | 4:06  |
| 9.        | 「デジャ・ヴー」(Déjà Vu)                                                                                      | イングヴェイ・マルムスティーン、ジョー・リン・ターナー   | イングヴェイ・マルムスティーン | オデッセイ                   | 4:16  |
| 10.       | 「ギター・ソロ（トリロジー・スーツ Op:5/スパセボ・ブルース）」(Guitar Solo (Trilogy Suite Op:5/Spasebo Blues)) | (Instrumental)                                           | イングヴェイ・マルムスティーン | トライアル・バイ・ファイアー | 10:20 |
| 11.       | 「スパニッシュ・キャッスル・マジック」(Spanish Castle Magic)                                                   | ジミ・ヘンドリックス                                     | ジミ・ヘンドリックス           | トライアル・バイ・ファイアー | 6:43  |
| 12.       | 「ジューダス」(Judas)                                                                                          | イングヴェイ・マルムスティーン、ヨラン・エドマン         | イングヴェイ・マルムスティーン | エクリプス                   | 4:25  |
| 13.       | 「メイキング・ラヴ（ロング・ヴァージョン）」(Making Love (Extended Guitar Solo))                               | イングヴェイ・マルムスティーン、ヨラン・エドマン         | イングヴェイ・マルムスティーン | エクリプス                   | 6:22  |
| 14.       | 「エクリプス」(Eclipse)                                                                                        | (Instrumental)                                           | イングヴェイ・マルムスティーン | エクリプス                   | 3:46  |
| 合計時間: | 合計時間: | 合計時間:                                                | 合計時間:                      | 合計時間:                    | 72:49 |